# 中村敬 (英語学者)
中村敬（なかむら けい、1932年5月6日- ）は、日本の英語学者、成城大学名誉教授。

## 人物・来歴
愛知県生まれ。1955年南山大学英語学英文学科卒業。66−67年、英国政府奨学生としてロンドン大学に学ぶ。鶴見女子大学助教授、鶴見大学助教授、80−81年、ウェールズにおける言語問題調査。成城大学文芸学部助教授、教授、2003年定年、名誉教授。2011年瑞宝小綬章受勲。専攻は英語社会論。

## 著書
- 『イギリスのうた』研究社出版,1973
- 『私説英語教育論』1980.9. 研究社選書
- 『英語はどんな言語か 英語の社会的特性』三省堂,英語教育叢書、1989
- 『外国語教育とイデオロギー 反=英語教育論』近代文芸社,1993.8
- 『なぜ、「英語」が問題なのか? 英語の政治・社会』三元社,2004.7

### 共編
- 『ファースト英和辞典』編.三省堂,1987.3
- 『三省堂ファースト英和・和英辞典』森住衛共編.三省堂,1990.3
- 『三省堂ファースト和英辞典』森住衛共編.三省堂,1990.3
- 『三省堂ファースト英和辞典』第3版. 森住衛共編.三省堂,1993.2
- 『幻の英語教材 英語教科書、その政治性と題材論』峯村勝共著.三元社,2004.2
- 『「英語教育神話」の解体 今なぜこの教科書か』峯村勝, 髙柴浩共著. 三元社, 2014.5
- 『迷走する英語教育をただす 中村敬の理論・思想・実践をもとに』峯村勝 共著. かもがわ出版, 2020.11